# Aserbaidschanische Badmintonmeisterschaft 2023
Die Aserbaidschanische Badmintonmeisterschaft 2023 fand vom 26. bis zum 29. Dezember 2023 in Baku statt.

## Medaillengewinner
| Disziplin    | Gold                            | Silber                         | Bronze                                   |
| ------------ | ------------------------------- | ------------------------------ | ---------------------------------------- |
| Herreneinzel | Cahid Əlhəsənov                 | Aqil Qəbilov                   | Rəvan Niftəliyev                         |
| Dameneinzel  | Həcər Nuriyeva                  | Leyla Camalzadə                | Fatimə Həsənzadə                         |
| Herrendoppel | Aqil Qəbilov Rəvan Niftəliyev   | Cahid Əlhəsənov Sərxan Bağırov | Kənan Rzayev Məhəmmədəli Bayramlı        |
| Damendoppel  | Həcər Nuriyeva Nərmin Hüseynova | Nigar Səmədova Nigar Əliyeva   | Nəzrin Mehrəlizadə Viktoriya Kumanyayeva |
| Mixed        | Cahid Əlhəsənov Həcər Nuriyeva  | Sərxan Bağırov Leyla Camalzadə | Rəvan Niftəliyev Nərmin Hüseynova        |